# (1605) Milankovitch
(1605) Milankovitch est un astéroïde de la ceinture principale.

## Description
(1605) Milankovitch est un astéroïde de la ceinture principale. Il fut découvert le 13 avril 1936 à Uccle par Petar Đurković. Il présente une orbite caractérisée par un demi-grand axe de 3,01 UA, une excentricité de 0,08 et une inclinaison de 10,6° par rapport à l'écliptique.

## Nom
(1605) Milankovitch fut nommé en mémoire de Milutin Milanković (1879–1958), scientifique serbe, qui œuvra dans plusieurs domaines comme la géophysique, l'astronomie, les mathématiques, l'ingénierie civile ou la climatologie. Il est surtout connu pour ses cycles ou paramètres de Milankovitch, une théorie de la mécanique céleste qui décrit les effets des changements des paramètres astronomiques de la Terre sur son climat, ces changements climatiques naturels ont pour principale conséquence l'alternance des périodes glaciaires et interglaciaires. Deux cratères ont également été nommés en son honneur, un sur la Lune et le second sur Mars.

La citation de nommage lui rendant hommage, publiée le 1er août 1980, mentionne : 

« Nommé en mémoire de M. Milankovitch (1879-1958), célèbre astronome, spécialiste de mécanique céleste et mathématicien yougoslave, connu pour sa théorie astronomique des changements à long terme du climat de la Terre et pour de nombreux articles sur l'histoire de l'astronomie. »

— Minor Planet Circular 5449,

## Compléments